# Patryk Wajda
Patryk Wajda (ur. 20 maja 1988 w Nowym Targu) – polski hokeista, reprezentant kraju.
Syn Jarosława (ur. 1966), także hokeisty.

## Kariera
- Podhale Nowy Targ (wychowanek)
- SMS II Sosnowiec (2004-2006)
- Cracovia (2006-2012)
- Ciarko PBS Bank KH Sanok (2012-2013)
- 1928 KTH Krynica (2013)
- Cracovia (2013-2018)
- Podhale Nowy Targ (2018-2019)
- GKS Katowice (2019-2023)
- JKH GKS Jastrzębie (2023-2024)
- Podhale Nowy Targ (2024)
- Unia Oświęcim (2024-2025)
- Cracovia (2025-)

Wychowanek MMKS Podhale Nowy Targ. Ukończył Szkołę Mistrzostwa Sportowego w Sosnowcu. Od kwietnia 2012 r. do końca sezonu 2012/13 zawodnik Ciarko PBS Bank KH Sanok. Od 2013 r. gracz 1928 KTH Krynica. 22 listopada 2013 rozwiązał kontrakt z klubem. Następnie powrócił do Cracovii, lecz po sezonie 2017/18 opuścił tę drużynę. W maju 2018 r. powrócił do macierzystego Podhala. W maju 2019 r. przeszedł do Tauronu KH GKS Katowice. Od czerwca 2023 r. zawodnik GKS Jastrzębie. Od maja 2024 zawodnik Podhala. W grudniu 2024 odszedł z macierzystego klubu i został zawodnikiem Re-Plast Unii Oświęcim, skąd odszedł po sezonie 2024/2025. Od lipca 2025 ponownie zawodnik Cracovii.
W trakcie kariery określany pseudonimem Wajdzik.

## Reprezentacja
W seniorskiej reprezentacji Polski zadebiutował 30 sierpnia 2007 w Oświęcimiu w towarzyskim meczu z Francją (zremisowanym 4:4), w którym zdobył gola w 52. minucie.

## Sukcesy
Reprezentacyjne
- Awans do mistrzostw świata I Dywizji Grupy A: 2014, 2022
- Awans do mistrzostw świata elity: 2023

Klubowe
- Złoty medal mistrzostw Polski: 2008, 2009, 2011, 2016, 2017 z Cracovią, 2022, 2023 z GKS Katowice
- Srebrny medal mistrzostw Polski: 2010, 2012 z Cracovią
- Brązowy medal mistrzostw Polski: 2007 z Cracovią, 2020[16] z GKS Katowice
- Puchar Polski: 2013, 2015 z Cracovią
- Superpuchar Polski: 2014, 2016, 2017 z Cracovią, 2022 z GKS Katowice
- Finał Pucharu Polski: 2016, 2017 z Cracovią, 2023 z JKH GKS Jastrzębie